# Сапеляк, Степан Евстафиевич
Степан Евстафьевич Сапеля́к (1951—2012) — советский и украинский поэт, прозаик и литературовед, публицист, правозащитник, общественный деятель. Участник «росохацкой группы». Член Национального союза писателей Украины (1991), международного ПЕН-клуба (1992), Украинского Хельсинкского союза (1987).

## Биография
Родился 26 марта 1951 года (по паспортным данным — 1952 года) в селе Росохач (ныне Чортковский район, Тернопольская область, Украина). Учился на филологическом факультете ЛГУ имени И. Я. Франко в 1969—1973 годах.
29 октября 1972 года после очередных арестов (Игоря Калинца и др.) написал открытое заявление на имя тогдашнего Генерального секретаря ЦК КПСС Л. И. Брежнева и Первого секретаря КПУ В. В. Щербицкого, в которой выразил несогласие против арестов и произвола украинской интеллигенции.
В 1972 году Сапеляк прислал в издательство сборник стихов, который один из рецензентов охарактеризовал как «националистический».
17 ноября 1973 году был исключён из комсомола, а потом и из вуза. С февраля 1973 года находится под следствием в Тернопольском КГБ, как участник молодежной подпольной группы, которая в ночь 22 января 1973 года в честь 50-годовщины Акта Соединения УНР и ЗУНР в Чорткове вывесили желто-голубые флаги и расклеили листовки с протестом и призывом: «освободить политзаключённых из советских тюрем и концлагерей». Следственными органами КГБ ему было инкриминировано «написание и изготовление» стихов тенденциозно националистических, порочат своим содержанием советский и общественно-политический строй Союза ССР", стихов антисоветского «клеветнического» содержания с целью «подрыва и свержения общественно-политического строя в СССР и отрыва Советской Украины от Союза…», а также обвинения в так называемой «антисоветской агитации и пропаганде».
19 февраля 1973 года арестован и 24 сентября 1973 года осужден Тернопольским областным судом по части 1 ст. 62 УК УССР («Антисоветская агитация и пропаганда») и ст. 64 («Организационная деятельность и участие в антисоветской организации») к 5 годам лишения свободы и 3 годам ссылки.
Наказание отбывал в тюрьмах городов Перми, Владимира, Северного Урала, Охотского побережья Хабаровского края и в Казанском централе. На ссылке был на Колыме и в Хабаровском крае.
В 1983 году «под гласным надзором» КГБ был поселён в пгт Безлюдовка на Харьковщине.
Умер 1 февраля 2012 года в Харькове.

## Премии и награды
- 1993 год — лауреат Национальной премии имени Тараса Шевченко за сборник стихов «Долгий рваный крик»[1].
- 2002 год — лауреат премии имени Владимира Свидзинского за книгу «Страсти по любви», изданную харьковским издательством «Майдан»[2].
- 26 ноября 2005 года Степан Сапеляк за весомый личный вклад в национальное и государственное возрождение Украины, самоотверженность в борьбе за утверждение идеалов свободы и независимости, активную общественную деятельность награждён орденом «За заслуги» третьей степени[3].
- 18 ноября 2009 года за выдающийся личный вклад в отстаивание национальной идеи, становление и развитие Украинского независимого государства и активную политическую и общественную деятельность награждён Крестом Ивана Мазепы[4].
- Лауреат премий имени Льва и Богдана Лепких (1995), имени Владимира Сосюры.
- почётный гражданин Тернополя

## Публикации произведений
- Сапеляк С. Борюкалися дві сили: Добірка віршів //К афедра. — 1988. — № 2. — С. 133—137.
- Сапеляк С. Звернення на захист ідеї творчої свободи в національній культурі // Кафедра. — 1988. — № 2. — С. 27-31.
- Сапеляк С. Герніка Чорнобиля; І озовімося — мій дім, мій храм: [Вірші] //Сучасність. — 1988. — № 7-8. — С. 15-20.
- Сапеляк С. З гіркотою в камені: Поезії // Сучасність, 1989. — 160 с.
- Сапеляк С. П’ята печать: [Вірші] //Сучасність. — 1989. — № 2. — С. 25-26.
- Сапеляк С. Вінніпег. Пам’ятник Т.Шевченкові (епістолярна елегія) // Сучасність. — 1990. — № 3. — С. 8-9.
- Степан Сапеляк. Скорботний сніг // Дзвін. — 1990, травень. — № 5. — С. 5-9.
- Сапеляк С. «Вмираємо і живемо…»: Вірш про Ураллаг //Кафедра: Літ.-мист. та наук.-попул. квартальник. — Торонто; Балтимор, 1990. — С. 63-66.
- Степан Сапеляк. Поезія скорбної України. Перед. Д. Павличка // Київ. — 1990, червень. — № 6. — С. 8-13.
- Сапеляк С. Тривалий рваний зойк: Поезії. — К.: Рад. письменник, 1991. — 187 с., іл.
- Степан Сапеляк. Недолею недолю віджену. Післямова С. Йовенко // Вітчизна. — 1991, вересень. — № 9 . — С. 9-13.
- Степан Сапеляк. Калинові Еллади // Основа. — 1993. — № 23 (1). — С. 84-97.
- Сапеляк С. Літописемність слова; Таїнство; Калинові еллади: [Вірші] // Тернопіль. — 1993. — № 1. — С. 8-9.
- Сапеляк С. Із недрукованого: [Вірші] // Русалка Дністрова. — 1993. — № 14 (серп.).
- Сапеляк С. П’ята печать; Елегія; Поверніться лицем до сонця; Непокора; Свобода; Життя; До терпіння; Пам"яті Є.Плужника; Монолог з минулим; До боягузів; Моє; Вигнання: [Вірші] // З облоги ночі: Зб. невільничої поезії України 30-80р.р. — К., 1993. — С. 268—385.
- Сапеляк С. Журбопис свободи: (лірико-драм. медитації) // Русалка Дністрова. — 1995. — № 3 (лют.).
- Сапеляк С. «Я свого серця не переступив…»: [Розм. з поетом вів В.Ханас] // Тернопіль вечірній. — 1995. — 22 квіт.
- Сапеляк С. Олівці-чарівці; Казочка про дрімайликів-калабайликів; Котики-воркотики-мяуанегдотики; Віршик; У калинки коло млинка: [Вірші] // Тернопіль. — 1995. — № 4. — С.93.
- Сапеляк С.Із шаблею і Вітчизною // Селянська доля. — 1996. — 1 січ., 20 січ.
- Сапеляк С. Три елегії у метаморфозах // Тернопіль: Тернопільщина літературна. Дод. № 2. — Тернопіль, 1991. — С. 71.
- Сапеляк С. «Я б нічого не міняв у своїм житті…»: [З творчого вечора] / Публ. В. Ханаса // Тернопіль вечірній. — 1995. — 24 трав.
- Сапеляк С. «Моя Україно, смертна Каро…»: [Бесіду вів В.Хмілецький] // Діалог. — 1997. — 25 жовт.
- Степан Сапеляк. Епістолярні елегії // Кур'єр Кривбасу. — 2006, січень. — № 194. — С. 82-107.
- Степан Сапеляк. Мазепа // Море. — 2006, лютий. — № 2. — С. 26-29.